# (5350) Epetersen
(5350) Epetersen est un astéroïde de la ceinture principale.

## Description
(5350) Epetersen est un astéroïde de la ceinture principale. Il fut découvert le 3 avril 1989 à La Silla par Eric Walter Elst. Il présente une orbite caractérisée par un demi-grand axe de 2,23 UA, une excentricité de 0,13 et une inclinaison de 2,5° par rapport à l'écliptique.

## Compléments